# IPhone 5
iPhone 5 – smartfon firmy Apple. Jest następcą iPhone’a 4S. Oparty na systemie operacyjnym iOS mający pełnić funkcje telefonu komórkowego, platformy rozrywkowej i komunikatora internetowego. Urządzenie posiada także wbudowaną przeglądarkę internetową Safari Mobile umożliwiającą przeglądanie niektórych zasobów sieciowych.

## Najważniejsze informacje

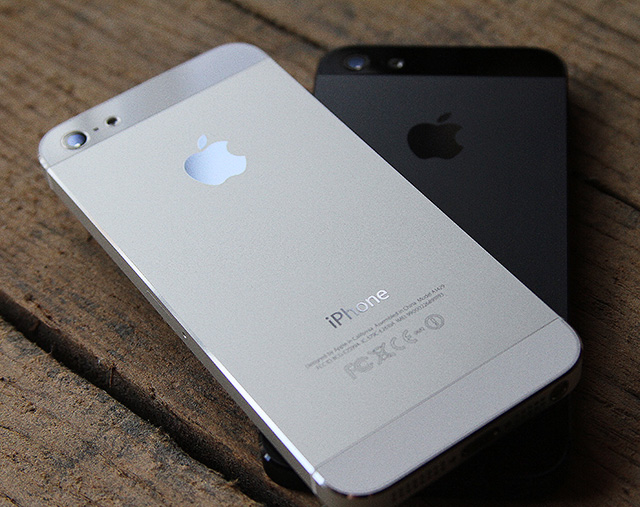
iPhone 5- tylna strona w dwóch kolorach

Złącze Lightning

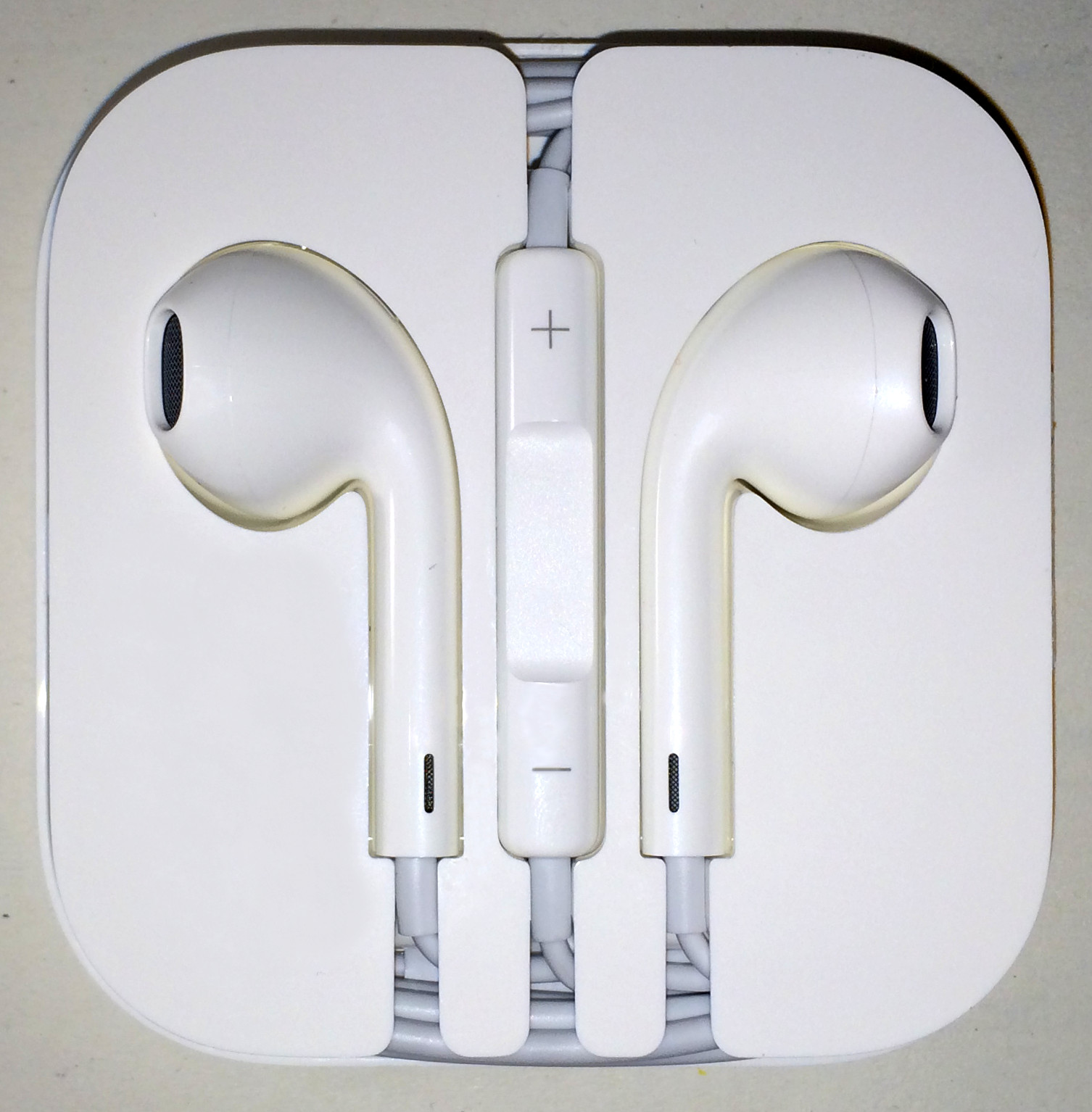
Słuchawki EarPods

iPhone 5 został zaprezentowany 12 września 2012, który jest, jak przedstawia to firma najlepszym, co spotkało iPhone'a od wynalezienia iPhone'a.  Tył iPhone 5 jest wykonany mniej więcej w 20% ze szkła i w 80% z aluminium. Dostępny jest również w dwóch kolorach – biało-srebrnym i czarno-grafitowym. Biało-srebrny jest wykonany ze zwykłego aluminium, a czarny z anodyzowanego. Telefon obsługuje LTE oraz wymaga karty nano-SIM. Aparat iSight różni się od aparatu w starszej wersji z matrycą przystosowaną do zdjęć w warunkach słabego oświetlenia oraz szafirowym szkłem pokrywy obiektywu. Zostało również zmienione złącze z 30-stykowego na  Lightning. Dodane zostały również, zupełnie przeprojektowane, słuchawki EarPods.
Na urządzeniu możliwe jest słuchanie plików mp3 i oglądanie filmów w formacie MPEG-4 oraz robienie zdjęć aparatem cyfrowym. Piosenki i filmy dodaje się tak samo jak w iPodzie, przez program iTunes. iPhone umożliwia bezprzewodowe połączenie z Internetem za pomocą Wi-Fi i przeglądanie stron internetowych za pomocą przeglądarki Safari.

## Design

### Ekran dotykowy
IPhone 5 ma 4-calowy (10 cm) wyświetlacz LED o rozdzielczości 1136x640, Gęstości 326 pikseli na cal, ok. 40% mocniejszym nasyceniem barw i jest o 30% cieńszy względem poprzednika. Ekran został zaprojektowany większy, ale nie szerszy. Został wykonany w technologii Retina. Służy jako ekran dotykowy. Jest on wyposażony w pojemnościowy czujnik dotyku i przystosowany do obsługi jednym, bądź kilkoma palcami – technologia Multi-Touch. Do wpisywania tekstu służy wirtualna klawiatura, która pojawia się na ekranie, kiedy jest to niezbędne. iPhone ma wbudowany korektor pisowni, możliwość przewidywania słów, oraz dynamiczny słownik który zapamiętuje nowe słowa. Przewidywanie słów zostało zintegrowane z klawiaturą w taki sposób, że użytkownik nie musi być precyzyjny przy wpisywaniu tekstu – przypadkowe dotknięcie krawędzi sąsiednich liter, zostanie w miarę możliwości skorygowane.
Powiększanie zdjęć oraz stron internetowych jest także przykładem zastosowania technologii Multi-Touch, a dokładnie obsługi przez nią tzw. „gestów”. Np. w celu powiększenia zdjęcia lub strony internetowej, trzeba użyć dwóch palców (umieścić je na środku wyświetlacza, a następnie przesunąć po przekątnej, jakby faktycznie coś rozciągając). W przypadku zdjęć podobny efekt daje „double tap” (podwójne stuknięcie w wyświetlacz).
Ekran dotykowy współpracuje z trzema czujnikami:
- Zbliżeniowym – wygasza ekran oraz wyłącza reakcję na dotyk, gdy iPhone jest przystawiony do twarzy. Ma to zapobiec przypadkowej „obsłudze” urządzenia przez ucho lub twarz, oraz oszczędzać baterię.
- Pomiaru światła – dostosowuje jasność wyświetlacza do zewnętrznych warunków, służy poprawie czytelności ekranu oraz oszczędności baterii.
- Przyspieszenia – dostosowuje orientację wyświetlacza (pozioma lub pionowa) do położenia urządzenia, na podstawie przemieszczenia i pozycji masy krzemowej. Niektóre aplikacje wykorzystujące ten sensor potrafią wykryć „stan pośredni” położenia urządzenia (gdy jego pozycja nie jest dokładnie pozioma, ani pionowa), wykrywać odchylenia, kiedy iPhone leży „na płask”, albo reagować na potrząsanie.

iPhone ma jedynie cztery mechaniczne przełączniki – home button (powrót do ekranu domowego), sleep/wake (uśpienie/wybudzenie, znany też jako Power Button), volume up/down (zwiększenie/zmniejszenie głośności), ringer on/off (wyciszanie)

### Telefon
W urządzeniu dostępne są rozmowy konferencyjne, funkcja hold (wyłączenie głośnika i słuchawki bez przerywania połączenia), łączenie rozmów (gdy podczas dwuosobowej rozmowy otrzymamy połączenie, można utworzyć trzyosobową rozmowę konferencyjną). Telefon współpracuje z innymi funkcjami urządzenia, np. gdy podczas słuchania muzyki otrzymamy połączenie, odtwarzacz zostaje automatycznie wyciszony, a po zakończeniu połączenia muzyka automatycznie gra dalej.
Dzięki współpracy z AT&T Mobility, iPhone posiada funkcję Visual Voicemail, która pozwala na obejrzenie listy wiadomości w poczcie głosowej bez konieczności dzwonienia do niej. Poczta głosowa zyskała interfejs graficzny, dzięki czemu można odsłuchiwać wiadomości w niechronologicznej kolejności oraz przewijać i pauzować ich odtwarzanie.
SMS-y są ułożone w porządku chronologicznym, jednak w odróżnieniu do większości telefonów, wiadomości są pogrupowane z odpowiedziami i wyświetlone w „chmurkach” w formie podobnej do czatu. Nie ma klasycznej skrzynki odbiorczej i wychodzącej. Wiadomości przypisane są do konkretnego kontaktu.

### Aparat cyfrowy
iPhone ma wbudowany aparat iSight o rozdzielczości 8 mega-pikseli z możliwością wykonywania panoram, rozpoznawania twarzy oraz stabilizacji wideo.

### Odtwarzacz multimedialny
iPhone może odtwarzać filmy, jednak w odróżnieniu od zdjęć oraz obrazków, filmy mogą być odtwarzane jedynie w ułożeniu panoramicznym (jeżeli użytkownik zdefiniuje materiał wideo jako klip muzyczny, wtedy dostępne są obydwie orientacje). Format obrazu można wybierać pomiędzy widescreen (czarne paski u góry i u dołu) a całkowitym wypełnieniem ekranu (choć jest to zależne od rozdzielczości wgranego materiału).
Wbudowany w iPhone iPod jako pierwszy otrzymał funkcję Cover Flow. Polega ona na tym, że podczas odtwarzania czy przeszukiwania swojej kolekcji możemy odwrócić iPhone w położenie poziome i przejść do funkcji przerzucania okładek, czyli właśnie Cover Flow.

### Internet i komunikacja
Urządzenie ma wbudowane Wi-Fi, oraz zainstalowaną specjalną edycję przeglądarki Safari. iPhone może się również łączyć z siecią w ramach 4G (LTE). Wyższy priorytet ma połączenie Wi-Fi – dopiero jeżeli nie jest dostępny żaden znany hotspot, telefon automatycznie połączy się z Internetem przez sieć komórkową (3G lub 4G). Urządzenie obsługuje także Bluetooth 2.1 z EDR np. do podłączenia słuchawek bezprzewodowych.
iPhone obsługuje także e-maile w formacie HTML i ma możliwość dodawania zdjęć do wysyłanych wiadomości. Od iOS 3.0 obsługuje również wiadomości MMS.
Nowa usługa i aplikacja FaceTime umożliwia rozmowy wideo z innymi użytkownikami urządzeń Apple (podobnie jak bardziej uniwersalny, ale przejęty przez Microsoft Skype). Rodzaj połączenia nadawcy i odbiorcy jest dowolny (Wi-Fi, 3G, 4G), ale Wi-Fi jest preferowany jako – zazwyczaj – nie wymagający dodatkowych opłat za ilość przesyłanych danych. Dla użytkowników komputerów Mac trzeba mieć zainstalowaną aplikacją FaceTime dostępną w sklepie Mac App Store w cenie 0,99 $ lub dołączona za darmo do systemu w wersji 10.7 i wyższej.

### System operacyjny

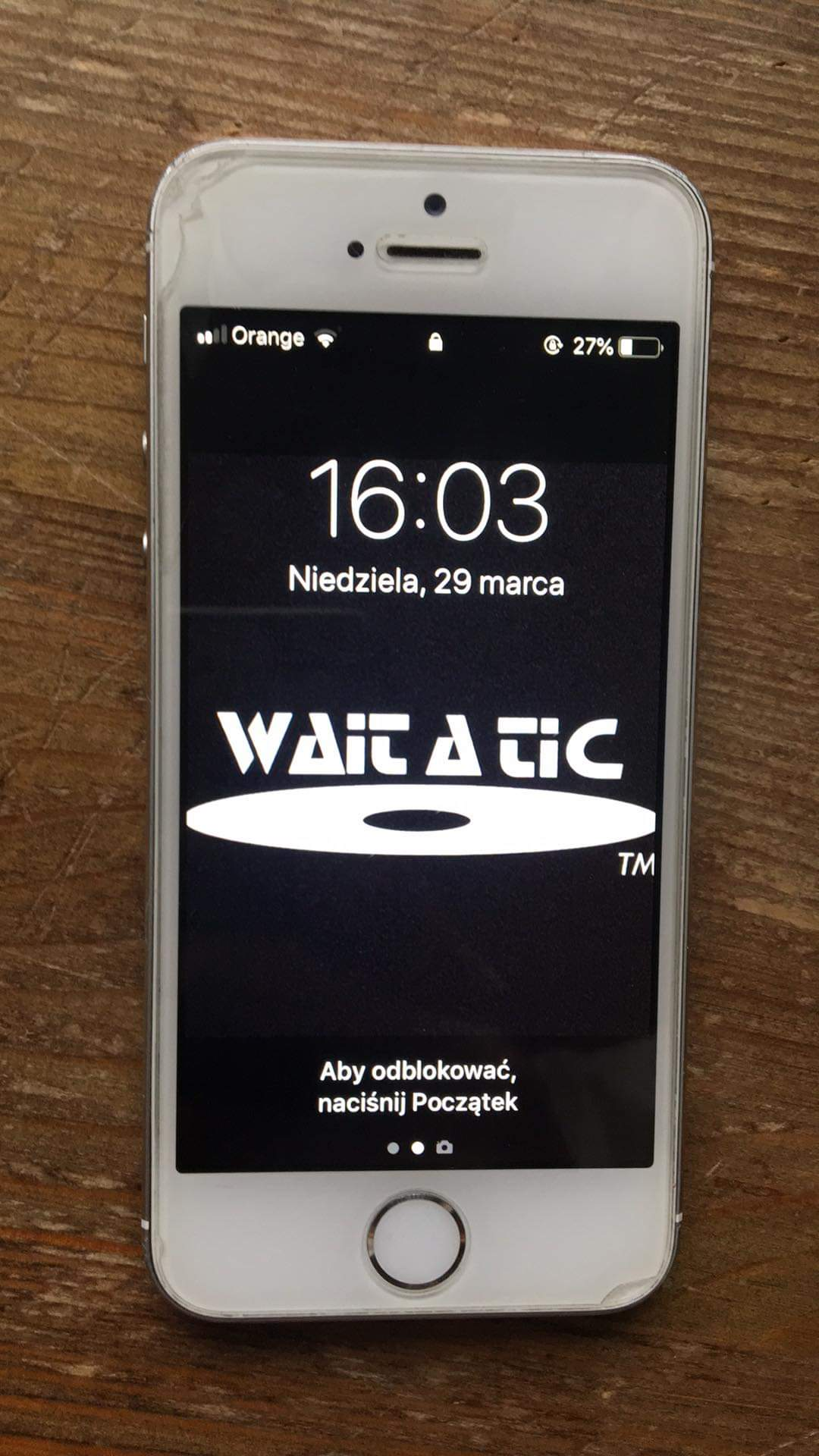
iPhone 5 z systemem iOS 12.1.4

iPhone działa na systemie operacyjnym Apple iOS, bazujący na rdzeniu Mac OS X 10.5. System ma Core Animation – bibliotekę funkcji odpowiedzialną za obsługę animacji w urządzeniu. Biblioteka ta nie była dotychczas używana w żadnym systemie operacyjnym, do czasu jej użycia w Mac OS X v10.5. Firma oferuje także prosty system dokonywania aktualizacji systemu, podobny do tego zastosowanego w iPodach czy Macintoshach.
Wytrzymałość baterii według producenta:
- czas rozmowy: do 8 godzin w sieci 3G,
- czas czuwania: do 225 godzin,
- czas korzystania z Internetu: do 8 godzin w sieci 3G, do 10 godzin w sieci Wi-Fi
- czas odtwarzania wideo: do 10 godzin,
- czas odtwarzania dźwięku: do 40 godzin.